# Stalinizem
Stalinizem je bil način upravljanja in politike, ki ga je v Sovjetski zvezi med leti 1927 in 1953 izvajal Josif Stalin, po katerem se je režim tudi imenoval. Vključevala je oblikovanje enopartijske totalitarne policijske države; hitra industrializacija; teorija socializma v eni državi; kolektivizacija kmetijstva; zaostritev razrednega boja v socializmu; kult osebnosti in podrejanje interesov tujih komunističnih strank interesom Komunistične partije Sovjetske zveze, ki jo je stalinizem v tistem času obravnaval kot vodilno avantgardno stranko komunistične revolucije.
Stalinov režim je na silo očistil družbo, kar je videl kot grožnjo sebi in svojim znamkom komunizma (tako imenovani "sovražniki ljudstva"), ki je vključeval politične disidente, nesovjetske nacionaliste, meščanstvo, boljše kmete ("kulaki"  "), in tiste iz delavskega razreda, ki so pokazali" kontrarevolucionarne simpatije. To je povzročilo množično represijo nad takimi ljudmi in njihovimi družinami, vključno z množičnimi aretacijami, kazenskimi procesi, usmrtitvami in zapori v prisilnem delu in koncentracijskih taboriščih, znanih kot gulagi. Najpomembnejša primera tega sta bila Velika čistka in sovjetske deportacije. Stalinizem je zaznamovalo tudi množično preganjane religije in etnično čiščenje s prisilnimi deportacijami. Nekateri zgodovinarji, kot je Robert Service, so za povzročanje lakote, kot je holodomor, krivili stalinistično politiko, zlasti politiko kolektivizacije. Drugi zgodovinarji in učenjaki se ne strinjajo glede vloge stalinizma.
Uradno načrtovan za pospešitev razvoja v smeri komunizma, je bila poudarjena potreba po industrializaciji v Sovjetski zvezi, ker je Sovjetska zveza že prej gospodarsko zaostajala v primerjavi z zahodnimi državami in da je socialistična družba potrebovala industrijo, da se sooči z izzivi notranjih in zunanjih sovražnikov komunizma. Hitro industrializacijo je spremljala množična kolektivizacija kmetijstva in hitra urbanizacija, ki je številne majhne vasi spremenila v industrijska mesta. Za pospešen razvoj industrializacije je Stalin uvozil materiali, ideje, strokovno znanje in delavci iz zahodne Evrope in ZDA, pragmatično sklepajo pogodbe o skupnih vlaganjih z velikimi ameriškimi zasebnimi podjetji, kot je Ford Motor Company, ki je pod državnim nadzorom pomagala pri razvoju osnove industrije sovjetskega gospodarstva od konca dvajsetih do tridesetih let 20. stoletja. Ko so ameriška zasebna podjetja izpolnila svoje naloge, so sovjetska državna podjetja prevzela oblast.

## Glavne značilnosti

### Posebnosti
Stalinistična doktrina je z ekonomskega vidika znana v prisilni industrializaciji Rusije, ki je zagotovila odločilen korak za pot, ki je vodila v socializem. Pod Stalinovim vodstvom je ogromen impulz industrijskega razvoja in zatekanje k izrednim (petletnim) načrtom kapitalistične pretvorbe pod nadzorom države ruskega gospodarstva, predvsem kmetijskega ali temelječega na zaostalem industrijskem zarodku, postal eden od temeljne in posebne značilnosti kasnejših sovjetskih režimov.
V širšem smislu izraz stalinizem pogosto označuje vizijo ali transformacijo idej marksizma in delavskega gibanja, da bi ustvarili precej elementarno doktrino sveta in zgodovine, filozofsko Platonska vizija (»cilj«) realizma in sistematična subsumpcija vsake nesreče ali kompromisa, tudi bolj začasne narave, pod teoretično kategorijo, da bi zagotovili utemeljitev v doktrinarnem smislu. V tem smislu je dobil stalinizem bolj kulturno kot politično konotacijo. Za stalinizem je značilen tudi velik kult osebnosti.

### Nasprotniki stalinizma
Edini, ki je dosledno, čeprav neučinkovito, nasprotoval Stalinovemu vzponu na oblast in njegovemu popolnemu nadzoru nad CPSU, je bil njegov glavni tekmec in tesen Leninov sodelavec, Lev Trocki. Za razliko od Trockega, ki je verjel, da je socialistična revolucija smiselna samo v planetarni in globalni perspektivi (teorija "permanentne revolucije"), je Stalin menil, da je treba sprejeti idejo "socializma v eni državi", četudi kapitalistično zaostala kot Rusija. 
Trocki je bil leta 1929 izključen iz partije in bil izgnan v Mehiko, kjer ga je avgusta 1940 ubil agent NKVD-ja. 

### Stalinizem v Sovjetski zvezi
Stalinovo politično usmeritev je mogoče označiti z različnimi elementi. Najvidnejši je ostro zatiranje političnega nasprotovanja, ki se je začelo z veliko čistko med leti 1936 — 1938, katera se je razširila iz partije tudi v rdečo armado. Drugi element, ki označuje Stalinovo politično usmeritev, je okrevanje vseruskega nacionalizma, sovražnost do "kozmopolitizma" in nasploh proti vsaki težnji, ki je nacionalni interes, razumljen v najbolj tradicionalnem smislu, podrejen splošnejšim interesom, četudi revolucionarnim ali internacionalističnim.
Iz teh razlogov je stalinizem, ko je bila znana resničnost njegovega režima, postal simbol za teror in zatiranje. Nikita Hruščev, ki je prišel na oblast po diktatorjevi smrti leta 1953, je, potem, ko se mu je uspelo znebiti Stalinovega domnevnega naslednika Lavrentija Berije, postal prvi, ki je razkril in obsodil Stalinove zločine.